# Teroarea Roșie

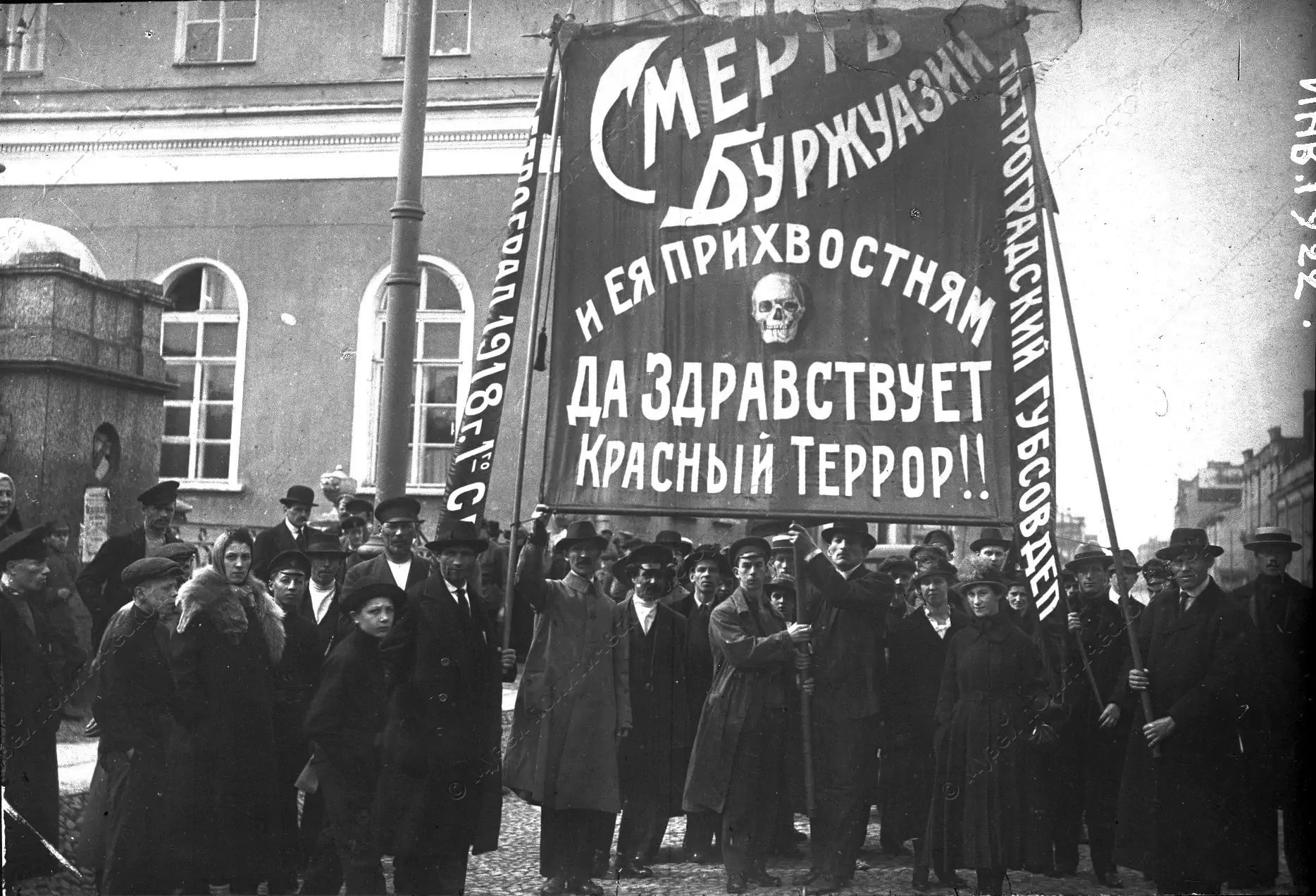
Paznici la mormântul liderului bolșevic Moisei Uritsky. Petrograd. Traducerea stindardului: „Moarte burgheziei și ajutoarelor lor. Trăiască teroarea roșie”.

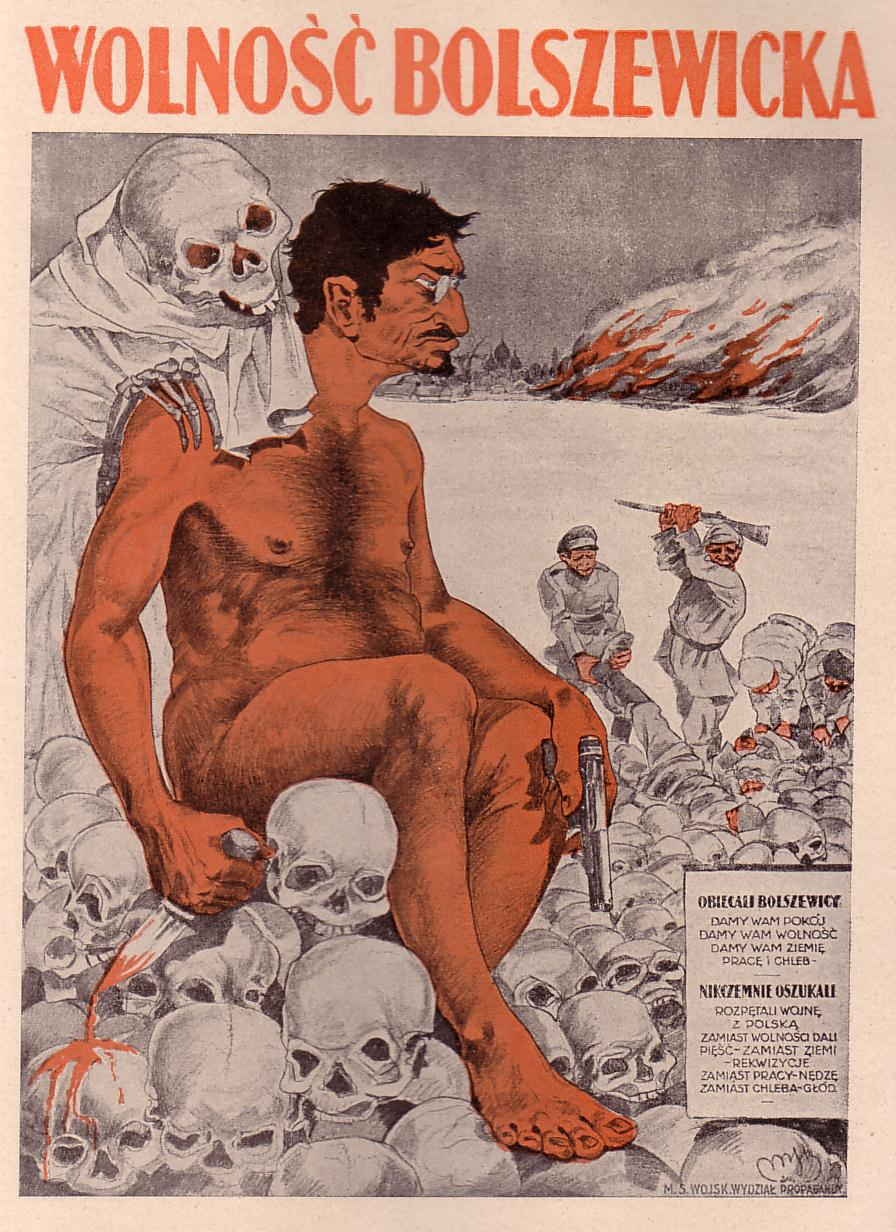
„Libertate bolșevică”-afiș polonez anti-bolșevic

Partidul bolșevic instaurează, în urma unei lovituri de stat, dictatura unui singur partid. După o coabitare de câteva luni cu cei de stânga, toate partidele politice sunt interzise iar memebrii acestora sunt fie executați pe loc, fie deportați, fie expulzați peste hotare. Partidul bolșevic pretinde că deține adevărul absolut, declanșând "teroarea roșie ". Temenul este folosit, de obicei, pentru întreaga perioadă a Războiului Civil (1917-1922).

## Scop
„Pentru a învinge dușmanii noștri trebuie să avem propriul militarism socialist. Trebuie să purtăm cu noi 90 de milioane din cele 100 de milioane de locuitori ai Rusiei. În rest, nu avem ce să le spunem. Trebuie să fie anihilați.” –  Grigori Zinoviev (1918)
„O clasă revoluționară care a cucerit puterea cu arma în mâinile sale este obligată, și o va face, să suprime cu arma în mână toate încercările de a rupe puterea din mâinile sale” – Leon Trosky (1920)
Lenin trimite telegrame prin care îndeamnă activiștii să "zdrobească" proprietarii de pământ din Penza, ce au rezistat, uneori violent, rechiziționarea cerealelor de către detașamentele militare:
„Tovarăși! Răscoala [..] trebuie să fie zdrobită fără milă [..] să fie exemplu pentru acești oameni. (1) Spânzurați (adică spânzurați public, astfel încât oamenii să vadă) cel puțin 100 de culaci, [...] (2) Publicați-le numele. (3) Strângeți toate cerealele lor. (4) Separați ostaticii conform instrucțiunilor mele din telegrama de ieri. Faceți toate acestea astfel încât, [..] oamenii sa vadă tot, să înțeleagă, să tremure și să le spuneți că ucidem [..] și că vom continua să facem asta ...al vostru, Lenin. P.S. Găsiți oameni mai duri.” – Lenin (1918)

## Atrocități

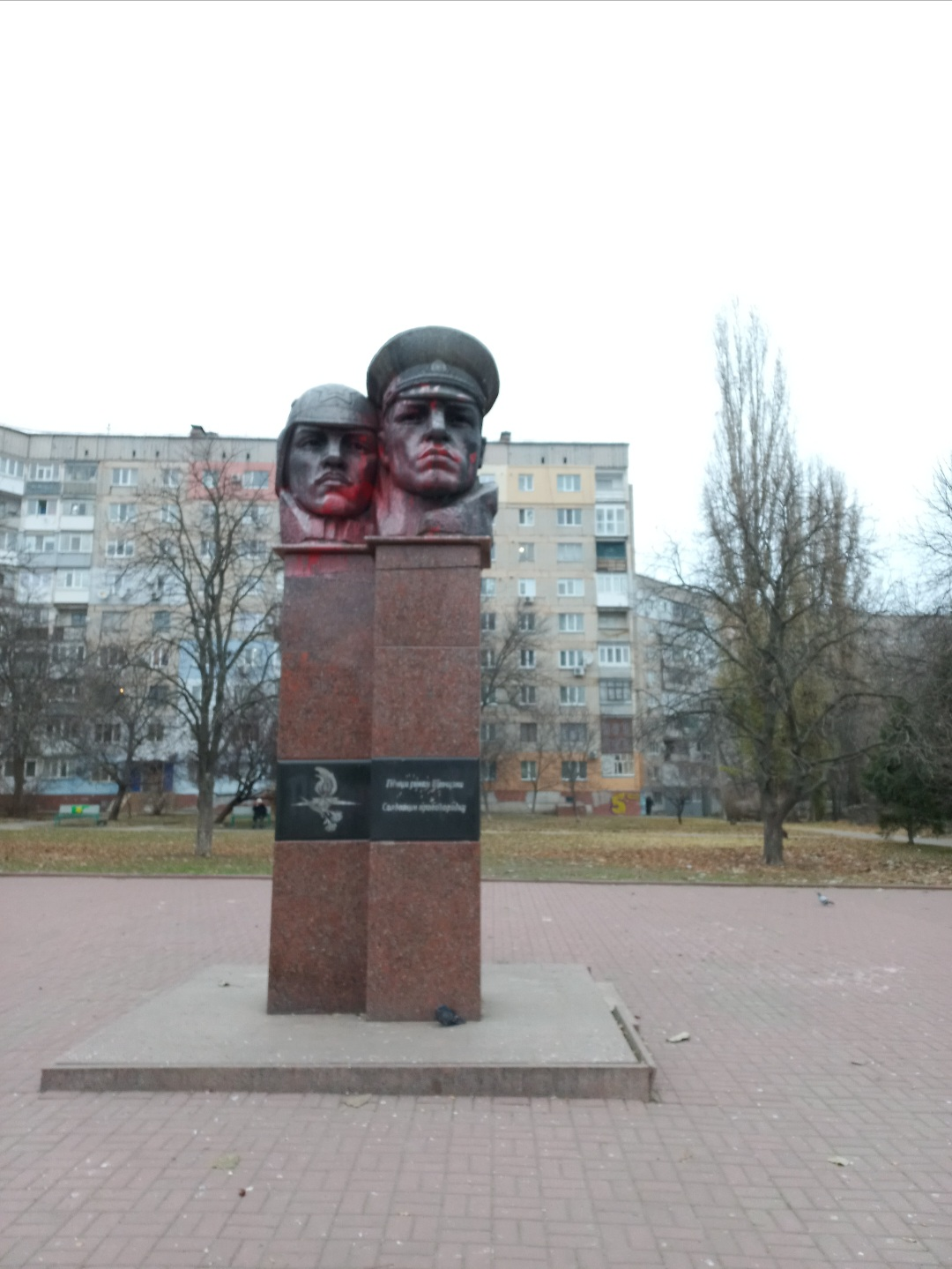
Un monument al cekistilor din orașul Kropîvnîțkîi după ce a fost acoperit cu vopsea roșie, 2024.

Numărul victimelor Terorii Roșii nu este clar, unii istorici estimând un maxim de 1,3 milioane morți, alții aproximează 28.000 de execuții pe an,  cei mai mulți vorbesc de 100.000-200.000 morți.

## Legături externe
- Terrorism or Communism book by Leon Trotsky on the use of Red Terror.
- Down with the Death Penalty! by Yuliy Osipovich Martov, June/July 1918
- The Record of the Red Terror Arhivat în 21 decembrie 2018, la Wayback Machine. by Sergei Melgunov
- More 'red terror' remains found in Russia UPI, 19 iulie 2010.